# 6П45С
6П45C — четырёхэлектродная электронная вакуумная лампа (выходной лучевой тетрод).

## Общие данные
Основное назначение лампы — работа в выходных каскадах строчной развёртки цветных телевизионных приёмников с диагональю экрана 59-61 см и углом отклонения 90-110 градусов. Применялась также в выходных каскадах усилителей низкой частоты и любительских коротковолновых передатчиков. Очень близкий аналог европейской лампы EL509, но не являющаяся ее копией (отличается конструкцией катодно-подогревательного узла и имеет принципиально иную конструкцию сеток). Самая мощная электронная лампа для бытовой аппаратуры в СССР (возможно, и в мире). Заменила лампу 6П42С, имевшую недостаточную надёжность.  Превосходила ГУ-50 по выходной мощности при меньшем напряжении на аноде. Среди приемно-усилительных ламп имеет самый большой допустимый ток анода - 0,8А, а эмиссионная способность катода новой лампы позволяет развивать ток до 1,2А. Одна из последних, разработанных в СССР, ламп для бытовой аппаратуры.
Катод оксидный, косвенного накала. Работает в любом положении. Выпускалась в стеклянном бесцокольном оформлении. Срок службы — не менее 5000 часов. Цоколь 9-ти штырьковый типа Magnoval. Надежность 6П45С (как, впрочем, и других радиоламп общего назначения) сильно различалась в зависимости от завода-изготовителя и особенностей выпуска партии. Некоторое количество ламп не отрабатывали и назначенного срока службы, однако было немало экземпляров, прослуживших по много тысяч часов. В годы массового распространения телевизоров УЛПЦТ лампа 6П45С была особо дефицитной и владельцы телевизоров часто приобретали ее впрок (зачастую - не одну), несмотря на высокую для тех лет цену - около 6 рублей в начале 1980-х годов (до 1 апреля 1991 года - 9 рублей).  

### Основные характеристики
- Напряжение накала — 6,3 ;
- Ток накала — 2,5 А ;
- Ток анода  — 0,8 А ;
- Постоянное напряжение анода — до 300 В ;
- Импульсное напряжение анода - до 1200 В ;
- Мощность, рассеиваемая анодом — 35 Вт.

### Цоколёвка
1 и 8 — управляющая сетка, 2 и 7 — лучеобразующие пластины, 3 и 6 — экранирующая сетка, 4 и 5 — накал (подогреватель), 9 — катод, колпачок — анод.

### Содержание драгоценных металлов в одной лампе
золото - 0,0028657 г
платина - 0,001508 г

### Содержание цветных металлов в одной лампе
латунь - 1,3 г в верхнем выводе-колпачке
молибден - 7,5 г в сетках
никель и его сплав - 13,3 г в катоде, камере анода, пластине лучеобразующей, газопоглотителе, перемычках, бугеле.